# Culturologia
La culturologia (dal latino, cultura: coltivazione, agricoltura, educazione; dal greco λόγος - lógos : pensiero come causa) è l’insieme degli studi di cultura come integrità strutturale.
Il termine “culturologia” è stato proposto dall’antropologo statunitense Leslie White per indicare la nuova disciplina scientifica come scienza autonoma nel complesso delle scienze sociali. Tuttavia, al di fuori dalla Russia, nella classificazione scientifica, la culturologia non viene considerata una scienza a sé stante. Questo settore della conoscenza nei paesi anglofoni ha il nome di Culturology, e nei paesi di lingua tedesca Kulturwissenschaft. In Europa e in America il fenomeno della cultura viene inteso prevalentemente in senso socio-etnografico, e perciò l'antropologia culturale viene considerata materia fondamentale.
La culturologia ha come oggetto lo studio delle esperienze storico-sociali delle persone, che si incarnano in specifiche norme, leggi e linee di attività, tramandate di generazione in generazione sotto forma di valori di riferimento e di ideali, interpretati in "testi culturali" di filosofia, religione, arte e diritto.
Al giorno d'oggi il senso della culturologia è studiare l'individuo basandosi sulla cultura, in quanto artefice della cultura stessa. A seconda degli obiettivi e degli ambiti tematici, del livello di conoscenza e di generalizzazione, la culturologia si divide in generale e applicata.
La culturologia generale studia la cultura con l'obiettivo della conoscenza teorica e storica di questo fenomeno, si occupa dell'elaborazione di un apparato categoriale e dei metodi di ricerca; a questo livello è possibile distinguerla dalla filosofia della cultura.
La culturologia applicata, basandosi sulle conoscenze generali sulla cultura, studia i singoli sottosistemi culturali (economico, politico, religioso e artistico) con l’obbiettivo di prevedere, delineare e organizzare i processi culturali emergenti.
- Diacronico: prevede l’esposizione in ordine cronologico di fenomeni, fatti e avvenimenti della cultura mondiale e nazionale.
- Sincronico: è la ricerca, anche di tipo comparativo, connessa con lo studio di oggetti in un certo periodo di tempo non da una prospettiva storica, ma analizzandone aspetti diversi.
- Comparativo: è un campo della ricerca culturologica che si occupa dello studio storico di due o più culture nazionali nel processo di interazione, influenza reciproca, istituzione di regolarità, delle loro peculiarità e somiglianze. Si rilevano principalmente le relazioni di una cultura con l'esterno, riportate in ambito extranazionale, che si verificano in generale e in particolare nella cultura nazionale.
- Archeologico: insieme di reperti, ottenuti durante gli scavi. Dà all’archeologo la possibilità di trarre conclusioni sullo stato generale della cultura.
- Tipologico: il metodo prevede lo studio del sistema della cultura attraverso il passaggio dall’astratto al concreto e dell’individuazione su questa base dell’affinità tipologica e del processo storico-culturale.
- Biografico: nella scienza del testo, interpretazione della letteratura come riflesso della biografia e della personalità dello scrittore. Questo metodo fu adottato per la prima volta dal critico francese Sainte-Beuve. L'assolutizzazione di questo metodo può portare a svilire il ruolo dell'atmosfera storico-spirituale, dello stile dell'epoca e dell'influenza della tradizione. L’assolutizzazione di questo metodo può portare a sminuire il ruolo del clima storico-intellettuale, dello stile dell’epoca e dell’influenza della tradizione. Nella scienza del testo è uno dei principi della ricerca. Semiotico: metodo basato sullo studio dei segni, consente di studiare la struttura dei segni (sistema) di un testo o di un qualsiasi altro oggetto culturale.
- Psicologico: approccio che orienta il ricercatore verso lo studio dei meccanismi soggettivi del funzionamento della cultura, delle qualità individuali e dei processi mentali inconsci. Questo metodo è molto importante nello studio delle peculiarità delle culture nazionali.

## Principali scuole della culturologia

### Scuola storico-sociale
La scuola storico-sociale possiede le tradizioni “classiche” più antiche e risale a Kant, Hegel e Humboldt, raggruppando intorno a sé soprattutto storici e filosofi, compresi i religiosi. A volte vengono considerati suoi esponenti Spengler e Toynbee in Europa Occidentale, Danilevskij in Russia.
Le principali caratteristiche della scuola storico-sociale sono l’organicismo delle culture (ogni cultura ha un momento di nascita, crescita, prosperità, avvizzimento e morte), la divisione per categoria, la località e l’assenza di una singola linea di discendenza delle culture.

### Scuola naturalistica
La caratteristica principale di questa scuola è il desiderio di evidenziare il condizionamento biologico della cultura. Questa scuola riunisce prevalentemente medici, psicologi e biologi, che cercano di spiegare la cultura partendo dalla natura psicobiologica dell'individuo. Principali esponenti: Sigmund Freud, Carl Jung, Konrad Lorenz, Bronislaw Malinowski.

### Scuola sociologica
In ambito culturologico l'attenzione degli esponenti di questa scuola è rivolta alla società stessa, la sua struttura e le istituzioni sociali. L'idea determinante di questa scuola è che la cultura è un prodotto sociale. Principali esponenti: T. S. Eliot, Sorokin, Alfred Weber.

### Scuola simbolista
La più giovane e una delle più influenti scuole moderne. Tutti i processi, che avvengono nella cultura, sono considerati gli esponenti di questa scuola come puramente comunicativi. La cultura è intesa come un sistema di segni creato dall'uomo in virtù della sua capacità di simbolizzazione e, attraverso di essa, lo scambio reciproco di informazioni.
Principali esponenti: Ferdinand de Saussure, Ernst Cassirer, Claude Lévi-Strauss.

## La culturologia in Russia
La formazione della scienza culturologica in Russia è legata all’attività del ricercatore armeno Ėduard Sarkisovič Markarjan (1929-2011) e alle sue prime ricerche nel mondo accademico sovietico nell’ambito degli studi culturali degli anni '60-'70, che hanno aperto la nuova branca della scienza sovietica. A cavallo tra gli anni '80 e '90, la culturologia in Russia è stata riconosciuta ufficialmente ed è stata legittimata come branca della scienza e indirizzo universitario.
Negli ultimi decenni in Russia si sono sviluppate principalmente le seguenti scuole di culturologia:
- filosofia della cultura (Arnol'dov, Drač, Žlobin, Kagan, Mežuev, Solonin, Turovskij e altri),
- teoria della cultura (Erasov, Karmin, Valerij Andreevič Lukov, Vladimir Andreevič Lukov, Pelipenko, Sokolov, Flier e altri),
- storia della cultura (Ikonnikova, Kondakov, Šulepova, Jakovenko e altri),
- sociologia della cultura (Achiezer, Ionin, Kogan, Šendrik e altri),
- antropologia culturale (Belik, Orlova, Orlov-Kretčmer, Reznik e altri),
- culturologia applicata (Astaf'eva, Bychovskaja e altri),
- culturologia dell’arte (Razlogov, Chrenov e altri),
- semiotica della cultura (Lotman, Toporov, Ivanov, Meletinskij e altri),
- formazione culturologica (Zvereva, Kravčenko, Kuznecova, Mosolova e altri).

I culturologi russi hanno elaborato una serie di teorie fondamentali sul funzionamento della cultura. Per esempio, la teoria della cultura come attività secondo la quale lo sviluppo della cultura è definito dallo sviluppo di tutto il sistema delle tecniche della pratica sociale. La teoria della cultura come sistema adattivo-adattante, secondo il quale la cultura non solo si adatta passivamente alle condizioni esterne del suo funzionamento, ma le adatta anche attivamente. La teoria dell'equilibrio della dinamica sociale e culturale, secondo la quale in caso di accelerazione dello sviluppo di una società si abbassa il livello della sua identità locale e culturale e viceversa.
Nel 1992 iniziò la sua attività il Rossijskij institut kul'turologii (RIK), l’istituto russo di culturologia di ricerca scientifica. Oggi, oltre al dipartimento centrale di Mosca, hanno aperto altre tre sedi del RIK: in Siberia (aperta nel 1993 a Omsk), a San Pietroburgo (aperta nel 1997) e la sede del Meridione (aperta nel 2012 a Krasnodar).
Nel 2006 è stata fondata la Naučno-obrazovatel'noe kul'turologičeskoe obščestvo (NOKO, Società scientifico-didattica di culturologia), che ha riunito intorno a sé un numero considerevole di culturologi russi.
Nelle università russe vengono formati culturologi professionisti, vengono conferite lauree in storia, teoria e filosofia della cultura, antropologia filosofica. Come branca della ricerca scientifica, la culturologia si sta sviluppando in relazione alla crescente importanza di tali processi socioculturali, fra cui la tendenza "culturocentrica" nello sviluppo del mondo moderno (globalizzazione, multiculturalismo, ecc.)